# 파울 로베르트
파울 로베르트(독일어: Paul Robert, ? ~ ?)는 스위스의 펜싱 선수로 1900년 하계 올림픽의 플뢰레와 에페 종목에 참가했다.